# Arthur Torrens
Arthur Wellesley Torrens KCB ( 18 de agosto de 1809; 24 de agosto de 1855) foi um general e administrador colonial britânico. Foi adido militar em Paris. Morreu devido a ferimentos durante a Guerra da Crimeia.
É de sua autoria a obra Notes on French infantry, and memoranda on the review of the army in Paris at the feast of eagles in May 1852 (Londres, 1853).